# Canale di Bristol
Il canale di Bristol (in inglese Bristol Channel; in gallese Môr Hafren) è un'insenatura dell'oceano Atlantico sulla costa occidentale dell'isola di Gran Bretagna.
Appartiene amministrativamente al Regno Unito ed è diviso tra Galles a nord e Inghilterra a sud: divide le due città di Cardiff e Bristol.

## Geografia fisica
Il canale è il prolungamento ideale dell'estuario del fiume Severn ed è delimitato a nord dal Galles, a sud dall'Inghilterra sud-occidentale ed a ovest dal mare Celtico. Il limite occidentale va dal promontorio di  St Govan's Head nel Pembrokeshire all'isola di Lundy ed al promontorio di  Hartland Point nel Devon. Il canale ha una ampiezza che va dagli 8 ai 69 km ed una lunghezza di circa 137 km.
I fiumi principali che sfociano nel canale di Bristol sono il Severn, il Taff, l'Avon e l'Usk. Il canale di Bristol è caratterizzato dalle alte maree che possono superare i 12 metri. Le maree particolarmente alte possono invertire il corso del fiume Severn risalendone l'estuario.

### Città portuali
Il canale prende il nome dalla città di Bristol sull'estuario del fiume Avon. Storicamente il porto di Bristol è stato uno dei più importanti della Gran Bretagna. Col tempo le attività portuali sono state trasferite alla foce dell'Avon e Bristol conserva il solo porto turistico. Lungo la costa gallese sono situati i porti di Milford Haven, Swansea, Barry, Cardiff e Newport posta sull'estuario del fiume Usk. Sul fiume Severn è posta la città di Gloucester che tramite un canale è collegata con l'estuario del fiume Severn e quindi con il canale.

## Infrastrutture e trasporti
Una galleria di circa 7 km, costruita sotto l'estuario del Severn tra il 1873 ed il 1886, permette il collegamento ferroviario tra il Galles meridionale e l'Inghilterra sud-occidentale. Due ponti autostradali aperti al traffico rispettivamente nel 1966 e nel 1996 scavalcano l'estuario del Severn.